# Ethel Lilian Voynich
Ethel Lilian Voynich, hay tên khác là Ethel Boole (sinh ngày 11 tháng 5 năm 1864, mất ngày 27 tháng 7 năm 1960), là một tiểu thuyết gia, nhạc sĩ, có khuynh hướng ủng hộ cách mạng. Cha cô là George Boole, một nhà toán học nổi tiếng. Mẹ là nhà triết học nổi tiếng Mary Everest, cháu gái của George Everest. Chồng cô là Wilfrit Michael Voynich, một nhà cách mạng Ba Lan.

## Cuộc đời
Sinh ra trong một gia đình có học vấn cao, từ nhỏ cô bé Ethel Boole đã bộc lộ khả năng về âm nhạc, khoa học và ngoại ngữ. Không may thay, cô sinh ra mới được 8 tháng thì cha cô qua đời. Gia đình khó khăn, năm lên 8 cô được mẹ đưa cho cậu cô nuôi hộ. Đến năm 1882, Lily đã có điều kiện sang Đức học nhạc tại Nhạc viện Berlin.
Năm 1883, cô trở về London và gặp gỡ nhiều nhà cách mạng nổi tiếng thời bấy giờ như G Mazzini, Stepniak và cả Karl Marx. Nhờ sự giúp đỡ của họ mà cô đã có điều kiện tìm hiểu về tình hình chính trị thời giờ ở Paris, Vacsava, St Peterburg. Đến 1889, cô trở về Anh.
Trong giai đoạn này, cô tích cực hoạt động cách mạng và đã gặp gỡ Wildfrit Voynich, một nhà cách mạng Ba Lan. Hai người thành hôn năm 1892.
Sau Cách mạng Tháng Mười năm 1917, trong gần 30 năm trời, bà sáng tác vở nhạc kịch "Babilon" kể về việc lật đổ chế độ chuyên chế Nga hoàng. Trong bức thư gửi nhà văn Boris Polevoi vào năm 1956, bà viết: "Nếu như tôi có sáng tác được một cái gì đó biện minh cho sự tồn tại của tôi thì đấy chính là "Babilon". Toàn bộ sáng tác văn học của tôi chỉ là sự chuẩn bị cho sáng tác âm nhạc mà thôi". Năm 1920, bà cùng gia đình di cư sang Mỹ và qua đời năm 1960 (96 tuổi) tại New York, Mĩ.

## Sự nghiệp
Các tiểu thuyết:
- Ruồi trâu.
- Jack Raymond, xuất bản năm 1901.
- Oliver Latham, xuất bản năm 1904.
- Tình bạn dang dở, xuất bản 1910.
- Hãy cởi bỏ giày ra, cháu ạ, xuất bản 1945.

Khúc diễn ca:
- Babylone.

## Bên lề
Một Tiểu hành tinh 2032 Ethel phát hiện vào năm 1970 bởi nhà thiên văn học Tamara Mikhailovna Smirnova của Liên Xô được đặt theo tên của cô...

## Về các tác phẩm
Ruồi trâu được xem như tác phẩm nổi tiếng nhất của cô. (Xem thêm Ruồi trâu (tiểu thuyết). Các tác phẩm còn lại tuy cùng chủ để với Ruồi trâu nhưng không gây được tiếng vang lớn.